# Fiscal general de India
El fiscal general de India (en inglés, Attorney-General for India) es la principal autoridad legal del Gobierno de India y su principal defensor en los tribunales. Es designado por el presidente de la República a instancias del Gabinete de la Unión en virtud del Artículo 76.1 de la Constitución de India. Igualmente, puede ser cesado en cualquier momento por el presidente, o al finalizar el mandato de la primera magistratura. Debe ser una persona cualificada con rango de Juez de la Corte Suprema. Por lo tanto, debe haber sido juez de un tribunal superior durante cinco años o abogado de un tribunal superior durante diez años, o jurista eminente en opinión del presidente.
R. Venkataramani es el Fiscal General titular de la India. Asumió el cargo de decimosexto Fiscal General el 1 de octubre de 2022. Su antecesor fue KK Venugopal.

## Deberes y funciones
El fiscal general es el asesor principal del Gobierno de India sobre asuntos legales, así como el jefe de la Fiscalía pública en cualquier litigio. También realizan otras funciones legales que les asigne el presidente de la República. 
Tiene derecho de audiencia en todos los tribunales de la India, sea cual fuere su instancia, así como el derecho a participar en los procedimientos del Parlamento, aunque no a votar en los mismos. El fiscal general comparece en nombre del Gobierno de India en todos los casos (incluidos juicios, apelaciones y otros procedimientos) de cualquier tribunal de la Corte Suprema de la India, en la que defiende la voz del Gobierno de India. También representa al Gobierno de la India en cualquier referencia que haga el Presidente al Tribunal Supremo en virtud del artículo 143 de la Constitución.
A diferencia del Fiscal general de los Estados Unidos, el Fiscal General de la India no tiene autoridad ejecutiva. Esas funciones son realizadas por el ministro de Justicia de la India. Además, el Fiscal general (sigla AG en inglés) no es un funcionario del gobierno y no está excluido de la práctica legal privada. El fiscal general puede aceptar escritos pero no puede comparecer contra el Gobierno. No pueden defender a un acusado en el proceso penal y aceptar la dirección de una empresa sin el permiso del Gobierno.
El fiscal general es asistido por un procurador general (Solicitor General en inglés) y procuradores generales adjuntos (Additional Solicitor Generals en inglés). El fiscal general debe ser consultado solo en asuntos legales de relativa importancia y solo después de haber consultado al Ministerio de Justicia de la India. Todas las referencias al fiscal general son hechas por el Ministerio de Justicia.

## Cuota y asignaciones
Los honorarios y asignaciones pagaderos a los funcionarios judiciales (incluidos el Fiscal General de la India, el Fiscal General de la India y los Fiscales Generales Adicionales) del Gobierno de India son los siguientes:
| S. No. | Nomenclatura de la partida de trabajo                                                                                            | Tarifas de honorarios   |
| ------ | --- | ----------------------- |
| (1)    | Juicios, escritos de petición, apelaciones en virtud del artículo 143                                                            | ₹ 16,000 / - por día    |
| (2)    | Peticiones de permisos especiales y otras aplicaciones                                                                           | ₹5,000/- por día        |
| (3)    | Conciliación de alegatos (incluidas declaraciones juradas)                                                                       | ₹ 5,000 / - por alegato |
| (4)    | Declaración de Conciliación del Caso                                                                                             | ₹ 6,000 / - por caso    |
| (5)    | Para emitir opiniones en pliegos de casos enviados por el Ministerio de la Ley                                                   | ₹ 10,000 / - por caso   |
| (6)    | Para la presentación por escrito ante la Corte Suprema, Tribunal Superior y Comisiones de Investigación o Tribunales y similares | ₹ 10,000 / - por caso   |
| (7)    | Comparecencia en los tribunales fuera de Delhi                                                                                   | ₹40,000/- por día       |

Además de la tarifa anterior pagadera por los casos, se paga una tarifa de retención al fiscal general de la India, al procurador general de la India y a los procuradores generales adjuntos a razón de 50.000 rupias, 40.000 rupias y 30.000 rupias al mes, respectivamente. Además, al Fiscal General de India también se le paga una asignación suntuaria de Rs. 4.000 por mes, excepto durante el período de su licencia.

## Politización de la Fiscalía General
Se ha convertido en una tradición que el fiscal general renuncie cuando se forma un nuevo gobierno. El fiscal general es seleccionado por el Gobierno y actúa como su abogado, por lo que no es una persona neutral. Sin embargo, es una autoridad constitucional y sus opiniones están sujetas al escrutinio público. Sin embargo, en varias ocasiones las opiniones seguidas por el fiscal general parecen haber sido extremadamente politizadas. En efecto, algunos fiscales generales han adoptado decisiones polémicas. Niren De durante el mandato de Indira Gandhi respondió a una pregunta de Hans Raj Khanna afirmando que incluso el derecho a la vida puede suspenderse durante una emergencia. De manera similar, en 2005, cuando el gobierno de Alianza Progresista Unida estaba planeando una posible coalición con Mayawati, la Corte Suprema ignoró la opinión de Milon K. Banerjee de absolver a Mayawati en el caso del corredor Taj. En una condena directa del gobierno que pidió a la CBI que prestara atención a la opinión del fiscal general Milon Banerjee y cerrara el caso contra Mayawati, la Corte Suprema le dijo a la agencia que no se basara únicamente en la opinión del Fiscal General (AG) y presentara todas las pruebas ante él. 
En 2009, la opinión de Milon K. Banerjee que absolvió a Ottavio Quattrocchi en el escándalo de Bofors también se consideró como "devaluación y erosión del cargo del Fiscal General".
Durante el segundo gobierno de la Alianza Progresista Unida (2009-2014), la conducta del fiscal general Goolam Vahanvati fue criticada en varios casos. En el caso del espectro 2G, se convirtió en el primer fiscal general en la historia de la India que tuvo que testificar en un caso de corrupción en un tribunal de primera instancia. A finales de abril de 2013, en el escándalo de la compuerta de carbón, Vahanvati fue acusada de tergiversar los hechos en la Corte Suprema de la India. Nuevamente en el mismo caso, el papel de Vahanvati fue objeto de censura tras que surgieran acusaciones de irregularidades y coerción por parte de su oficial, Harin P. Raval, quien renunció al cargo de procurador general adjunto.

## Fiscales generales de la India
Los fiscales generales de la India desde la independencia se enumeran a continuación: 
| Fiscales Generales de India | Fiscales Generales de India | Fiscales Generales de India | Fiscales Generales de India | Fiscales Generales de India | Fiscales Generales de India |
| #                           | Fiscal General              | Fecha de inicio             | Cese                        | Primer Ministro             |                             |
| --------------------------- | --------------------------- | --------------------------- | --------------------------- | --------------------------- | --------------------------- |
| 1                           | Motilal Chimanlal Setalvad  | 28 de enero de 1950         | 1 de marzo de 1963          | Jawaharlal Nehru            |                             |
| 2                           | Chander Kishan Daphtary     | 2 de marzo de 1963          | 30 de octubre de 1968       | Jawaharlal Nehru            |                             |
| 2                           | Chander Kishan Daphtary     | 2 de marzo de 1963          | 30 de octubre de 1968       | Lal Bahadur Shastri         |                             |
| 3                           | Niren De                    | 1 de noviembre de 1968      | 31 de marzo de 1977         | Indira Gandhi               |                             |
| 4                           | S. V. Gupte                 | 1 de abril de 1977          | 8 de agosto de 1979         | Morarji Desai               |                             |
| 5                           | Lal Narayan Sinha           | 9 de agosto de 1979         | 8 de agosto de 1983         | Charan Singh                |                             |
| 5                           | Lal Narayan Sinha           | 9 de agosto de 1979         | 8 de agosto de 1983         | Indira Gandhi               |                             |
| 6                           | Keshava Parasaran           | 9 de agosto de 1983         | 8 de diciembre de 1989      | Indira Gandhi               |                             |
| 6                           | Keshava Parasaran           | 9 de agosto de 1983         | 8 de diciembre de 1989      | Rajiv Gandhi                |                             |
| 7                           | Soli Jehangir Sorabjee      | 9 de diciembre de 1989      | 2 de diciembre de 1990      | Vishwanath Pratap Singh     |                             |
| 7                           | Soli Jehangir Sorabjee      | 9 de diciembre de 1989      | 2 de diciembre de 1990      | Chandra Shekhar             |                             |
| 8                           | G. Ramaswamy                | 3 de diciembre de 1990      | 23 de noviembre de 1992     | Chandra Shekhar             |                             |
| 8                           | G. Ramaswamy                | 3 de diciembre de 1990      | 23 de noviembre de 1992     | P. V. Narasimha Rao         |                             |
| 9                           | Milon Kumar Banerji         | 24 de noviembre de 1992     | 8 de julio de 1996          | P. V. Narasimha Rao         |                             |
| 10                          | Ashok Desai                 | 9 de julio de 1996          | 6 de abril de 1998          | H. D. Deve Gowda            |                             |
| 10                          | Ashok Desai                 | 9 de julio de 1996          | 6 de abril de 1998          | I. K. Gujral                |                             |
| (7)                         | Soli Jehangir Sorabjee      | 7 de abril de 1998          | 4 de junio de 2004          | Atal Behari Vajpayee        |                             |
| (9)                         | Milon Kumar Banerji         | 5 de junio de 2004          | 7 de junio de 2009          | Manmohan Singh              |                             |
| 11                          | Goolam Essaji Vahanvati     | 8 de junio de 2009          | 11 de junio de 2014         | Manmohan Singh              |                             |
| 12                          | Mukul Rohatgi               | 19 de junio de 2014         | 18 de junio de 2017         | Narendra Modi               |                             |
| 13                          | K. K. Venugopal             | 1 de julio de 2017          | 30 de septiembre de 2022    | Narendra Modi               |                             |
| 14                          | R. Venkataramani            | 1 de octubre de 2022        |                             | Narendra Modi               |                             |